# Rio (gruppo musicale)
I Rio (originariamente Del Rio) è stato un gruppo musicale italiano pop-rock formato nel 2001.

## Storia del gruppo
Il gruppo ha inizialmente riproposto alcuni classici del genere musicale denominato tex-mex, ma ben presto si è dedicato interamente all'elaborazione di composizioni proprie. Ad affiancare, e in un certo senso a contrastare il suono vintage di basso e chitarra, compaiono campionamenti, sequenze, scratch e groove introdotti dal DJ.
Il 16 aprile 2003 gli allora Del Rio, presentarono il loro primo singolo Strega allo showcase al Ragno d'Oro di Milano. Successivamente, Luca Pernici, musicista e DJ, viene chiamato a produrre il disco d'esordio dei Rio che vede la luce il 1º ottobre 2004. L'album si intitola Mariachi Hotel, ed è preceduto dal singolo Sei Quella per Me, in rotazione per tutta l'estate 2004 nei maggiori network radiofonici e televisivi (con il video girato nel porto di Genova). Al primo singolo ne sono seguiti altri due, La Mia Città e Mariachi Hotel.
Nell'estate del 2005 il gruppo inizia un tour che lo porta a realizzare più di 100 concerti, suonando infine come gruppo di supporto al concerto Campovolo di Luciano Ligabue.
Nell'estate del 2006 i Rio lanciano il singolo Come Ti Va, che ottiene un ottimo successo radiofonico, e nel settembre La Vita Perfetta. Entrambi i singoli vengono estratti dal loro secondo album prodotto da Saro Consentino. Nel 2009 esce il singolo Il gigante in collaborazione con Fiorella Mannoia e Paolo Rossi, caratterizzato da un testo che richiama al sociale.
Nel gennaio 2010 il batterista Cesare Barbi dà l'addio al gruppo. Lo stesso anno i Rio aprono i concerti del tour Stadi 2010 di Luciano Ligabue. Il terzo album Il sognatore esce il 6 luglio 2010, anticipato dal singolo Pezzo di cielo, trasmesso in radio dal 18 giugno. Nell'album è presente, oltre alla collaborazione con Fiorella Mannoia ne Il gigante, brano a sua volta pubblicato come singolo, quella di Luciano Ligabue, autore del testo di Da qui.
Il quarto album dei Rio, Mediterraneo, viene pubblicato il 28 giugno 2011, anticipato dai singoli 150 e Gioia nel cuore, trasmessi in radio rispettivamente il 17 marzo e il 3 giugno.
Il 1º giugno 2012, con una nota sul loro sito internet, i Rio annunciano che Marco Ligabue (fratello del noto cantautore Luciano Ligabue) lascia la band. Il 5 giugno viene annunciato sul sito ufficiale l'uscita di un nuovo singolo intitolato Banditi, pirati e mariachi, disponibile su ITunes a partire dall'8 giugno e in rotazione radiofonica dal giorno successivo. Nell'ottobre dello stesso anno viene pubblicato il singolo Su e giù (appendaun), che darà il nome anche al tour invernale.
Il 14 maggio 2013 viene pubblicato l'album Fiori, anticipato dal singolo Un giorno alla volta, in rotazione radiofonica dal 26 aprile 2013. Dal 18 ottobre viene trasmesso nelle radio Terremosse, brano dedicato all'omonima organizzazione nata dopo il terremoto del 20/29 maggio 2012 che ha colpito l'Emilia-Romagna. Il terzo singolo estratto dall'album Fiori, viene trasmesso in radio a partire dal 7 maggio 2014.
Il 19 marzo 2015 pubblicano la loro prima raccolta, Mareluce, contenente quattro brani inediti. Il primo singolo estratto è La precisione.  Il 27 maggio 2016 esce l'album Ops!.

## Formazione

### Formazione attuale
- Fabio Mora – voce
- Fabio "Bronski" Ferraboschi – basso
- Alberto "Paddo" Paderni – batteria
- Giovanni "Gio" Stefani – chitarra

### Ex componenti
- Marco Ligabue – chitarra
- Alessandro "DJ Alle" Bartoli – DJ (2001-2010)
- Cesare Barbi – batteria
- Tony Farinelli – basso
- Cesare Ferioli - batteria
- Freddy Morales - voce

## Discografia

### Album in studio
- 2004 – Mariachi Hotel
- 2007 – Terra luna e Margarita
- 2010 – Il sognatore
- 2011 – Mediterraneo
- 2013 – Fiori
- 2016 – Ops!
- 2019 – Buona vita
- 2022 – Stellare

### Raccolte
- 2015 – Mareluce

### Dal vivo
- 2018 – Dal vivo al Vox

### Singoli
- 2003 – Strega (Ancora con il nome "Del Rio")
- 2004 – Sei quella per me
- 2004 – La mia città
- 2004 – Mariachi Hotel
- 2006 – Come ti va
- 2006 – La vita perfetta
- 2007 – Dimmi
- 2007 – Il movimento dell'aria
- 2008 – Sei quella per me (con Aline Wirley)
- 2008 – Voglia di te
- 2009 – Il gigante (con Fiorella Mannoia)
- 2010 – Pezzo di cielo
- 2010 – In ogni istante
- 2011 – Da qui
- 2011 – 150
- 2011 – Gioia nel cuore
- 2011 – Mediterraneo
- 2012 – Banditi, Pirati e Mariachi
- 2012 – Suegiù (Appendaun)
- 2013 – Un giorno alla volta
- 2013 – Terremosse
- 2014 – Check-in online
- 2015 – La precisione
- 2016 – Dichiarazioni d'amore alla luna
- 2017 – Infinito
- 2018 – StartUp (con Fabio Troiano)
- 2019 –  Buona vita
- 2019 –  Un Giorno in più
- 2022 –  Stellare 2
- 2022 –  Naufrago
- 2022 –  In Viaggio da Sempre (feat. Modena City Ramblers)